# Wróblewski
Wróblewski (forma żeńska: Wróblewska; liczba mnoga: Wróblewscy) – polskie nazwisko. Nazwisko pochodzi od słowa wróbel (gatunek ptaka).

## Osoby o nazwisku Wróblewski
- Andrzej Ibis Wróblewski – dziennikarz
- Andrzej Wróblewski – malarz
- Andrzej Wróblewski – polityk
- Andrzej Wróblewski – piłkarz
- Andrzej Kajetan Wróblewski – fizyk
- Andrzej Krzysztof Wróblewski – dziennikarz
- Antoni Wróblewski (1881–1944) – botanik i dendrolog. Pierwszym dyrektor Ogrodów Kórnickich i współtwórca Zakładu Badania Drzew i Lasu - obecnie Instytutu Dendrologii PAN.
- Augustyn Wróblewski – polski chemik i biochemik
- Bolesław Wróblewski – ksiądz, działacz społeczny
- Bronisław Wróblewski – profesor prawa
- Franciszek Wróblewski – ksiądz, działacz społeczny
- Franciszek Wróblewski (1789–1857) – lekarz wileński
- Grzegorz Wróblewski – poeta i dramaturg
- Jan Wróblewski (1884–1940) – podpułkownik lekarz weterynarii, ofiara zbrodni katyńskiej
- Jan Wróblewski (1919–1944) – powstaniec warszawski, żołnierz batalionu „Parasol”
- Jan Wróblewski (ur. 1936) – polski muzyk jazzowy
- Jan Karol Wróblewski (1871–1937) – polski generał
- Jan Wróblewski (ur. 1940) – polski szybownik
- Jerzy Wróblewski – rysownik i autor komiksów
- Józef Wróblewski – ujednoznacznienie
- Krzysztof Wróblewski – polski malarz, dr hab. sztuki
- Paweł Wróblewski – polski polityk i samorządowiec
- Piotr Wróblewski – ujednoznacznienie
- Polikarp Wróblewski (1898–1983) – polski działacz niepodległościowy, dowódca grupy POW
- Radosław Wróblewski – piłkarz
- Stanisław Wróblewski – działacz państwowy, prawnik
- Tadeusz Wróblewski – prawnik
- Tomasz Wróblewski – dziennikarz
- Tomasz Wróblewski – muzyk
- Wacław Wróblewski – polityk, członek KC KPP
- Waldemar Wróblewski – kompozytor
- Walery Antoni Wróblewski (1836–1908) – działacz rewolucyjno-demokratyczny, powstaniec styczniowy, generał Komuny Paryskiej
- Władysław Wróblewski – artysta plastyk
- Władysław Wróblewski – polityk
- Zbigniew Wróblewski – polski adwokat i publicysta
- Zygmunt Wróblewski – fizyk